# Dinh Finckenstein

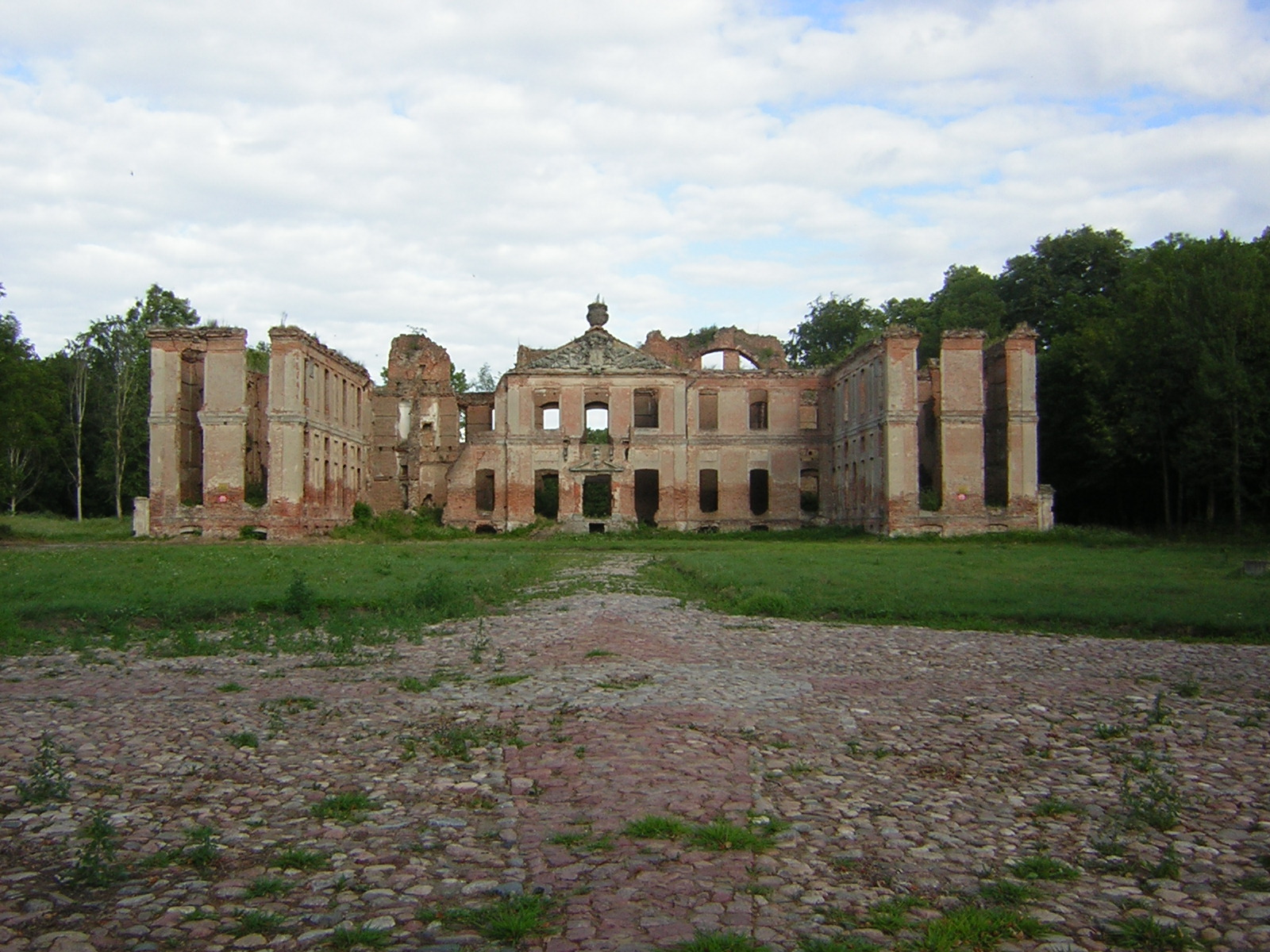
Mặt trước dinh Finckenstein, ngày nay.

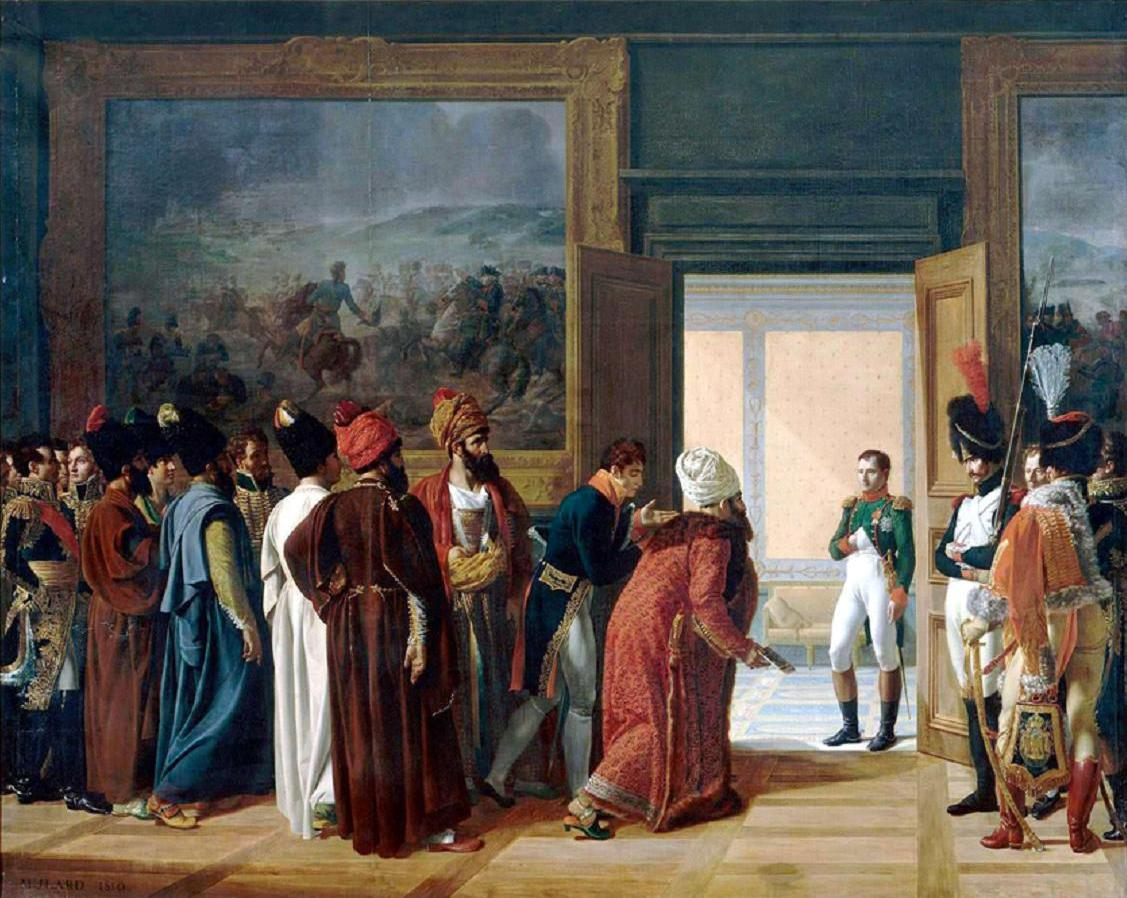
Chánh sứ Ba Tư là Mirza Mohammed Reza-Qazvini yết kiến vua Napoleon I để thiết lập Liên minh Ba Tư-Pháp tại Dinh Finkenstein, 27 tháng 4 năm 1807, họa phẩm của François Mulard.

Dinh Finckenstein là một dinh thự mang kiến trúc Baroque. Nhà kiến trúc John von Collas đã dự định xây dinh thự này từ năm 1716 đến năm 1720 tại vùng đất Đông Phổ xưa kia, ngày nay là Ba Lan. Thống chế, Hầu tước, và Bá tước của Vương quốc Phổ là Albrecht Konrad Reinhold Finck von Finckenstein đã xây cất dinh Finckenstein, và dinh này là nơi ở của gia đình Finck von Finckenstein cho đến năm 1782
Sau đó, gia tộc Bá tước Dohna-Schlobitten sống tại Dinh Finckenstein cho đến năm 1945, khi dinh thự này bị thiêu cháy khi Hồng quân Liên Xô đánh chiếm vùng Đông Phổ vào ngày 22 tháng 1 năm 1945. Tới nay, đống đổ nát của Dinh Finckenstein vẫn thu hút không ít khách du lịch.
Dinh Finckenstein trở nên nổi tiếng vào năm 1807, do Hoàng đế Pháp là Napoléon I ngự tại đây từ tháng 4 đến tháng 6 năm ấy. Trong lần đầu tiên đến Dinh thự này, ông ta nói ("Enfin un château"): 
| “                    | Cuối cùng là một lâu đài. | ” |
| — Napoléon Bonaparte |                           |   |

Cũng chính tại đây, Hoàng đế Pháp ký kết Hiệp định Finckenstein với sứ thần Ba Tư. Không những thế, đây còn là nơi ông ta gặp gỡ tình nhân của mình là Maria Walewska, và sống cùng nàng tại Dinh thự này. Bộ phim Hollywood Conquest được dàn dựng tại đây vào năm 1937, với các diễn viên Greta Garbo và Charles Boyer.